# Stefan Loth
Stefan Loth (* 28. Mai 1896 in Grodziec; † 16. Juli 1936 bei Orłowo) war ein polnischer Fußballspieler, späterer Nationaltrainer der polnischen Fußballnationalmannschaft und Oberstleutnant in den polnischen Streitkräften (Infanterie).

## Fußball
Fast seine gesamte Spielerlaufbahn verbrachte Loth bei Polonia Warschau, mit denen er 1921 und 1926 die Vizemeisterschaft erringen konnte, zudem war er über einen längeren Zeitraum Mannschaftskapitän. Am 18. Dezember 1921 gehörte er zum Kader beim allerersten Länderspiel der polnischen Fußballnationalmannschaft gegen Ungarn. Das Spiel in Budapest ging mit 0:1 verloren, jedoch saß er im Gegensatz zu seinem Bruder nur auf der Bank. Sein einziges Länderspiel bestritt er am 4. Juli 1926 gegen Estland, die Partie endete mit 2:0 für Polen.
Kurz nach der Beendigung seiner aktiven Laufbahn übernahm er den Posten als Nationaltrainer der Polnischen Fußballnationalmannschaft. Unter seiner Leitung wurden zwischen 1929 und 1931 hauptsächlich inoffizielle Länderspiele bestritten. In den Jahren 1932 und 1934 kehrte er für jeweils ein Spiel gegen Lettland zurück auf den Trainerstuhl.

## Militär

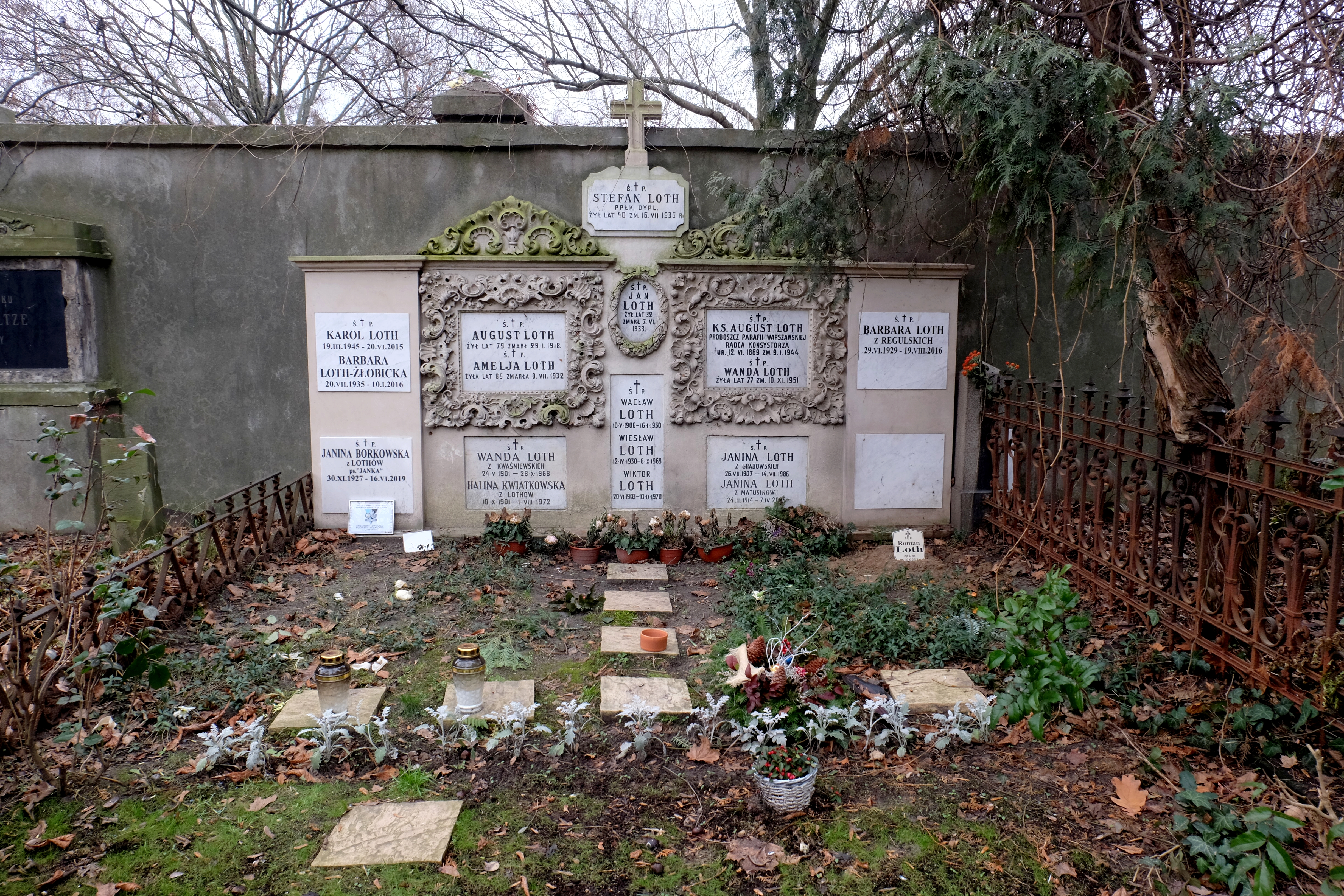
Familiengrab Loth (2020)

Loth war Teilnehmer am Polnisch-Sowjetischen Krieg. Loth diente im 36. Infanterie-Regiment der Akademischen Legion in Warschau. Im Februar 1925 wurde er Referent der Ausbildungsabteilung des Korpsbezirkskommandos Nr. I in Warschau. Im Juni 1927 kehrte er zu seinem Heimatregiment zurück. Am 2. April 1929 wurde er mit Wirkung vom 1. Januar 1929 zum Major befördert und erhielt den 69. Rang im Offizierskorps der Infanterie. Im Juli 1929 wurde er als Bataillonskommandeur im 36. Infanterie-Regiment bestätigt. In der Zeit vom 5. Januar 1931 bis zum 1. November 1932 war er Teilnehmer des 11. Kurses an der Höheren Kriegsschule in Warschau. Nach Abschluss des Kurses erhielt er das Diplom eines geprüften Offiziers und wurde dem Kommando der 28. Infanteriedivision in Warschau als Stabschef zugeteilt. Im Sommer 1934 wurde er als Zweiter Stabsoffizier des Inspekteurs des Heeres, Generalmajor Gustaw Orlicz-Dreszer, in die Generalinspektion der Streitkräfte versetzt. Am 1. Januar 1936 wurde er mit Dienstalter zum Oberstleutnant befördert und belegte im Offizierskorps der Infanterie den 50. Loht starb am 16. Juli 1936 beim Absturz einer RWD-9 in der Danziger Bucht bei Orłowo (Gdynia), zusammen mit General Gustaw Orlicz-Dreszer (1889–1936) und Kapitän Aleksander Łagiewski (1900–1936).
Beigesetzt wurde Loth am 21. Juli 1936 auf dem Evangelisch-Augsburgischen Friedhof (Warschau) (Allee F, Grab 34).

## Orden und Ehrenzeichen

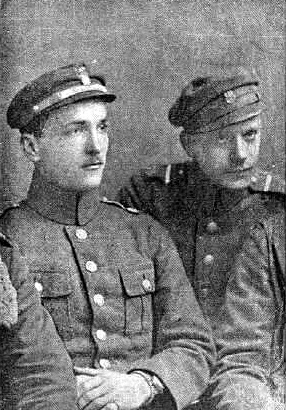
Loth (links) 1919

- Silbernes Kreuz des Militärischen Ordens der Virtuti Militari (26. März 1921)[4]
- Tapferkeitskreuz (Polen)[5]
- Verdienstkreuz der Republik Polen in Gold (posthum am 18. Juli 1936)[6]
- Unabhängigkeitsmedaille[7]
- Offizierskreuz des St. Alexander-Orden (posthum 1936)[8]
- Ehrenmedaille für den Polnisch-Sowjetischen Krieg
- Interalliierte Siegesmedaille
- Gedenkabzeichen des Generalinspekteurs der Streitkräfte (12. Mai 1936)

## Familie
Sein jüngerer Bruder Jan Loth (1900–1933) war ebenfalls Fußballspieler und lief auch für Polonia Warschau auf. Verheiratet war er mit der polnischen Leichtathletin Wanda Kwaśniewska (1901–1968). Aus dieser Ehe ging ein Kind hervor, die ehemalige Basketballerin Hanna Loth-Nowak (* 1933).